# 細谷雄一
細谷 雄一（ほそや ゆういち、1971年8月13日 - ）は、日本の国際政治学者。専門は、国際政治史・イギリス外交史。学位は、博士（法学）（慶應義塾大学・2000年）。慶應義塾大学法学部教授。

## 来歴
千葉県市川市生まれ。1990年3月、立教高等学校卒業後、同年4月、立教大学法学部に入学。学部時代は北岡伸一、大学院では田中俊郎に師事。在学中の1992年10月、オランダ国立リンブルグ大学ヨーロッパ研究センターに1993年1月迄留学。
1994年3月、同大卒業後、1994年4月、慶應義塾大学大学院法学研究科に進学。1995年9月、イギリス・バーミンガム大学大学院に留学し、1996年12月、同大にて国際関係学修士取得。帰国後、1997年3月、慶應義塾大学大学院法学研究科修士課程を修了、そのまま博士課程に進学し、2000年3月、慶應義塾大学から博士（法学）の学位を取得。
2000年4月から2年間、北海道大学大学院法学研究科・法学部専任講師、2002年4月から2年間、敬愛大学国際学部専任講師を務めた後、2004年4月から慶應義塾大学法学部専任講師に就任。その後、2006年4月に同大の助教授に、2010年9月に教授に昇任。この間、2008年9月から1年間、プリンストン大学国際・地域研究センター客員研究員、2009年9月から1年間パリ政治学院客員教授を務める。2021年10月から１年間ケンブリッジ大学ダウニング・カレッジで在外研究。 
また2010年より世界平和研究所（現在は中曽根世界平和研究所）上席研究員、2017年から日本国際問題研究所上席客員研究員、2019年から外交専門誌『外交』の編集委員。2020年4月から一般財団法人アジア・パシフィック・イニシアティブ上席研究員、８月からは同財団の常務理事 兼 研究主幹を務める。同財団の『API 地経学ブリーフィング』や『API 国際情勢ブリーフィング』の編集長。 
2002年、『戦後国際秩序とイギリス外交』でサントリー学芸賞を受賞。2010年、『外交による平和』で政治研究櫻田会奨励賞受賞、また『倫理的な戦争』で読売・吉野作造賞受賞。
外務省外交記録公開促進員会委員（2010年ｰ16年）。また、安倍晋三政権において、「安全保障と防衛力に関する懇談会」委員（2013年）、および「安全保障の法的基盤の再構築に関する懇談会」委員（2013年-14年）。同懇談会は2014年5月に「我が国と密接な関係のある外国に対して武力攻撃が行われ、かつ、その事態が我が国の安全に重大な影響を及ぼす可能性があるとき ⇒その国の明示の要請又は同意を得て、必要最小限の実力の行使が可能とすべき。閣議決定により意思決定する必要がある」という報告書を提出。７月に安倍内閣は報告書通りに集団的自衛権行使容認を閣議決定した。国家安全保障局顧問（2014年-16年）を歴任。自民党「歴史を学び、未来を考える本部」アドバイザー（2015年-18年）。また、2020年から経済産業省産業構造審議会通商・貿易分科会委員（2021年-）。また、菅義偉政権で「天皇の退位等に関する皇室典範特例法案に対する附帯決議」に関する有識者会議メンバー（2021年）。
2017年から国際政治チャンネルに池内恵、篠田英朗、田村あゆち、鈴木一人と共にレギュラーとして出演。
2020年、ワシントンに拠点を置くシンクタンク戦略国際問題研究所 (CSIS) がまとめた報告書「日本における中国の影響力」に、「中国は日本に影響を及ぼすため間接的な手法を採用している。例えば沖縄独立と米軍撤退を追求するため沖縄の新聞に資金提供し、影響を及ぼすことを通じて沖縄の運動にも影響を及ぼすような秘匿ルートがある」という細谷の発言が引用された。沖縄タイムスの取材に対し、細谷は「誤解を招きかねない表現になった。中国が沖縄の新聞に資金提供しているという根拠や認識はない」、「中国が大きな予算を使って対日世論工作を展開していて、米軍基地がある沖縄が主戦場なのはよく知られた事実だが、手法はあくまで間接的だ」としCSISに対し修正を求めたと語った。沖縄タイムスも、本紙が中国政府から資金提供を受けた事実は無いとコメントした。後日、報告書の「沖縄の新聞」「資金提供」の文言が削除された。
現在、日本国際政治学会、日本EU学会（理事）、日本政治学会、国際安全保障学会（理事）に所属。グレートブリテン・ササカワ財団理事。

## 著書

### 単著
- 『戦後国際秩序とイギリス外交 戦後ヨーロッパの形成 1945-51年』（創文社、2001年）
- 『外交による平和 アンソニー・イーデンと20世紀の国際政治』（有斐閣、2005年）
- 『大英帝国の外交官』（筑摩書房、2005年）
- 『外交 多文明時代の対話と交渉』（有斐閣、2007年）
- 『倫理的な戦争 トニー・ブレアの栄光と挫折』（慶應義塾大学出版会、2009年）
- 『国際秩序 18世紀ヨーロッパから21世紀アジアへ』（中央公論新社〈中公新書〉、2012年
- 『戦後史の解放』（新潮社〈新潮選書〉、2015年 - 2018年）
  - 『歴史認識とは何か 日露戦争からアジア太平洋戦争まで 【戦後史の解放1】』（新潮社〈新潮選書〉、2015年）
  - 『自主独立とは何か 前編 敗戦から日本国憲法制定まで 【戦後史の解放2】』（新潮社〈新潮選書〉、2018年）
  - 『自主独立とは何か 後編 冷戦開始から講和条約まで【戦後史の解放2】』（新潮社〈新潮選書〉、2018年）
- 『安保論争』（筑摩書房〈ちくま新書〉、2016年）
- 『迷走するイギリス EU離脱と欧州の危機』（慶應義塾大学出版会、2016年）
- Security Politics in Japan: New Strategy in a New Security Environment (Tokyo: JPIC)

### 編著
- 『イギリスとヨーロッパ 孤立と統合の二百年』（勁草書房、2009年）
- 『戦後アジア・ヨーロッパ関係史 冷戦・脱植民地化・地域主義』（慶應義塾大学出版会、2015年）
- 『軍事と政治日本の選択 歴史と世界の視座から』（文藝春秋〈文春新書〉、2019年）
- 『世界史としての「大東亜戦争」』（PHP新書、2022年）

### 共編著
- （矢澤達宏）『国際学入門』（創文社、2004年）
- （李鍾元・田中孝彦）『日本の国際政治学 第4巻 歴史の中の国際政治』（有斐閣、2009年）
- （北岡伸一監修）『グローバル・ガバナンスと日本』（中央公論新社、2013年）
- （君塚直隆・永野隆行）『イギリスとアメリカ 世界秩序を築いた四百年』（勁草書房、2016年）
- （五百旗頭薫・小宮一夫・宮城大蔵・東京財団政治外交検証研究会）『戦後日本の歴史認識』（東京大学出版会、2017年）
  - History, Memory, and Politics in Postwar Japan (Co-edited with Iokibe Kaoru, Komiya Kazuo, and Miyagi Taizo and the Tokyo Foundation for Policy Research Political and Diplomatic Review Project, Lynne Rienner) - 英語版
- （山内昌之）『日本近現代史講義　成功と失敗の歴史に学ぶ』（中公新書、2019年）
  - Modern Japan's Place in World History: From Meiji to Reiwa (Co-edited with Masayuki Yamauchi, translated by Keith Krulak, Springer, 2023)
- （北岡伸一）『新しい地政学』（東洋経済新報社、2020年）
- （川島真）『サンフランシスコ講和と東アジア』（東京大学出版会、2022年）
- （岩間陽子・君塚直隆）『ヨーロッパ外交史 ウェストファリアからブレグジットまで』（ミネルヴァ書房、2022年）

### 訳書
- （ジョン・アイケンベリー）『リベラルな秩序か帝国か アメリカと世界政治の行方』（上・下、監訳、勁草書房、2012年）
- （モーリス・ヴァイス）『戦後国際関係史 二極世界から混迷の時代へ』（監訳、慶應義塾大学出版会、2018年）